# Hunedoara
Hunedoara  (in ungherese Vajdahunyad , in tedesco Eisenmarkt) è un municipio della Romania di 71 207 abitanti, ubicato nel distretto omonimo, nella regione storica della Transilvania.
Fanno parte dell'area amministrativa anche le località di Boș, Groș, Hășdat, Peștișu Mare, Răcăștia.

## Storia
Nella zona di Hunedoara sono stati scoperti reperti ed utensili risalenti all'Età della pietra. L'area è ricca di giacimenti di ferro, sfruttati fin dall'Età del ferro, quindi dai Traci e dai Daci. L'importanza economica della zona fin dall'antichità è testimoniata dalla presenza del sistema delle Fortezze dacie dei monti Orăștie, dal ritrovamento dei resti di otto forni fusori di epoca Dacia e di numerosissime monete di quell'epoca.
Il primo documento storico cita la città nel 1265, con il nome di Hungnod, come un centro per la concia delle pelli e la lavorazione del legno; tuttavia l'importanza delle risorse di ferro rimase prevalente e fino al XIV-XV secolo le armi (lance e spade) fabbricate nella città furono famose ed apprezzate. Il Corpus Inscriptiorum Latinorum riporta un riferimento agli abitanti della zona come natas ibi, ubi ferum nascitur.

### Secolo XV
Fin dal XV secolo la città fu nota come la residenza della famiglia Corvino. Con un documento del 18 ottobre 1409, Sigismondo di Lussemburgo ricompensava per il suo coraggio in battaglia un certo Vajk, un etnico Valacco(Rumeno) originario della Valacchia con il possesso di Hunedoara; lo stesso documento cita anche i suoi figli, Mogos, Radu e János. Quest'ultimo, János Corvino de Hwnyadwar (János Hunyadi), crebbe a Hwnyadwar; dopo avere sposato Elisabetta Szilágyi, una nobildonna ungherese, aumentò il proprio potere fino ad essere nominato Voivoda di Transilvania, all'epoca un territorio autonomo del Regno d'Ungheria. János Hunyadi consolidò la cittadella di quello che allora era un piccolo paese sulla base di una fortezza più antica. Eletto reggente d'Ungheria, János Hunyadi e, dopo di lui, i suoi eredi difesero il Regno d'Ungheria dalle invasioni turche con buon successo per circa due secoli.

### Epoca dei Corvino
All'epoca dei Corvino, il commercio del ferro a Hunedoara ebbe un rilevante sviluppo: Mattia Corvino Hunyádi, figlio di János, concesse alla città il privilegio di porto franco, privilegio che la città mantenne fino al XVII secolo. Alla morte di Mattia, il potere venne preso da Giovanni Corvino, suo figlio naturale, ma questi morì giovane e la moglie, Beatrice di Frangipan, sposò in seconde nozze Giorgio di Brandeburgo, il quale tuttavia non si stabilì mai a Hunedoara, nominandovi un suo rappresentante.
Due tra i primi altiforni in Europa vennero costruiti nei pressi di Hunedoara, a Toplita nel 1750 ed a Govajdia nel 1806; entrambi sono visitabili ancora oggi e sono collegati tra di loro e con le zone adiacenti da una ferrovia a scartamento ridotto costruita alla fine del XIX secolo.

### Sviluppo industriale
Lo sviluppo industriale, assai consistente a partire dal XIX secolo, portò ad una forte crescita della popolazione, con l'emigrazione di molti lavoratori dalle aree rurali circostanti. 

### Guerre mondiali
La crescita continuò nel periodo tra le due guerre mondiali, dopo la Seconda guerra mondiale il regime comunista accentuò ancor più questo sviluppo, e per diversi anni a Hunedoara ha funzionato il più grande complesso siderurgico della Romania e dell'intera area Balcanica.

### Hunedoara oggi
La caduta del regime nel 1989 tolse ai prodotti siderurgici di Hunedoara i mercati più importanti, quelli del blocco sovietico, e la crisi portò alla chiusura di molte imprese ed al ridimensionamento del grande complesso siderurgico. Oggi, investitori stranieri hanno portato una certa ripresa e quanto rimane del vecchio polo siderurgico è condotto dal gruppo ArcelorMittal, con una produzione in crescita che dovrebbe raggiungere le 500.000 tonnellate nel 2007.

## Monumenti e luoghi d'interesse

### Il castello dei Corvino

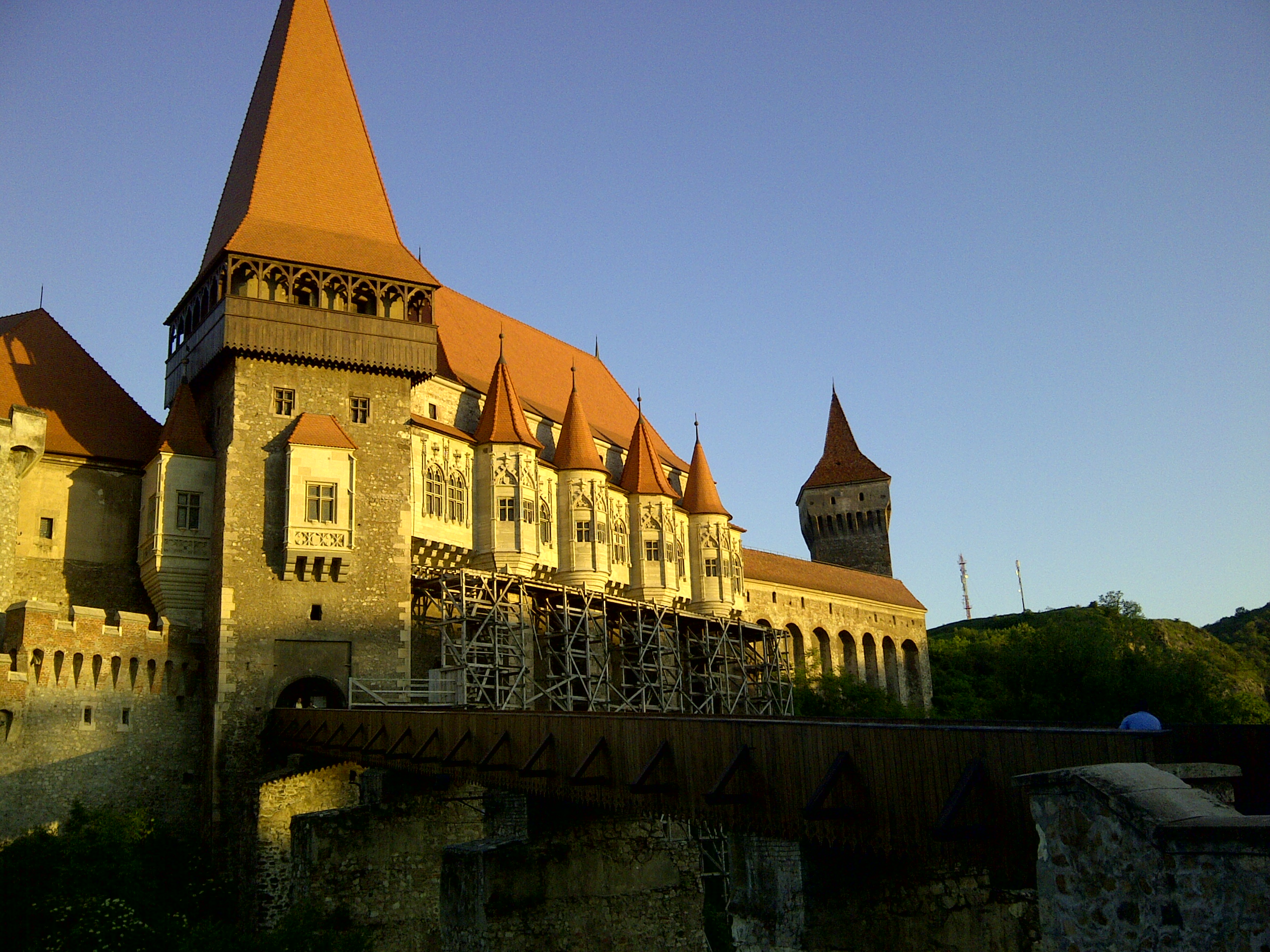
Il Castello dei Corvino.

Il Castello dei Corvino, la cui storia è strettamente legata alla città, è un grande complesso monumentale progressivamente sviluppatosi in stile prima gotico, poi rinascimentale, quindi barocco. Presenta un grande ponte levatoio, numerose torri e cortili e due grandi saloni, il Salone dei Cavalieri ed il Salone della Dieta, così chiamato perché per qualche tempo ospitò le riunioni della Dieta di Transilvania.
Il castello è oggi proprietà della municipalità, non essendovi eredi conosciuti della famiglia Corvino; ospita un museo e viene spesso usato come location per riprese cinematografiche.

### Lago di Cincis
Altra attrattiva turistica nei dintorni della città è il lago artificiale Cincis, un bacino costruito negli anni cinquanta sul fiume Cerna per fornire acqua ed energia alle industrie siderurgiche della città, che oggi ospita sulle sue rive alcuni complessi residenziali per turisti.

## Amministrazione

### Gemellaggi
- Francia: Argenteuil
- Turchia: Derince
- Ungheria: Szombathely
- Bosnia ed Erzegovina: Zenica